# Palazzo Ulloa di Lauria
Il Palazzo Ulloa di Lauria (noto anche come palazzo Motta Bagnara) è un palazzo storico di Napoli, situato nel largo Principessa Pignatelli.

## Storia
Il palazzo compare la prima volta nella veduta Baratta del 1629, dunque la sua costruzione da parte della famiglia Ulloa di Lauria è databile al primo quarto del XVII secolo. A due secoli di distanza la famiglia, nella persona di Felice Ulloa, ne era ancora proprietaria, come testimoniato dal catasto provvisorio del 1815, voluto da re Murat. Tuttavia, proprio nel decennio successivo, si ebbero dei cambiamenti decisivi nella storia dell'edificio: fu negli anni della Restaurazione borbonica che il palazzo Di Sangro di Rodiano venne scorporato dal complesso del palazzo Ulloa. Nel 1834 la marchesa Luisa Dillon comprò il solo palazzo Ulloa, destinandone una metà al figlio Carlo Strachan. La marchesa tra il 1840 e il 1850 ampliò ulteriormente l'edificio, dotandolo di un caratteristico torrino sulla destra del secondo cortile. 

Carlo morì senza figli e quindi a ereditare il tutto fu il figlio della sorella Sarah (1818-1881), Fabrizio Ruffo (1843-1917), principe di Motta e duca di Bagnara, che edificò in fondo al secondo cortile, laddove vi era il giardino, una nuova ala sulla quale appose lo stemma di famiglia. 
Nel 1903 gli eredi Ruffo misero in vendita l'immobile che fu acquistato da Oreste Ricciardi, ma già negli anni 1920 venne adattato definitivamente a condominio con l'aggiunta di un secondo torrino sul lato opposto rispetto al primo. Nel corso della seconda guerra mondiale scampò ai bombardamenti (al contrario del Palazzo Di Sangro di Rodiano alla sua sinistra che ne venne colpito, raso al suolo e sostituito da un moderno condominio progettato da Giulio De Luca), ma venne requisito dalle truppe anglo-americane che vi portarono via opere d'arte e manufatti sia dagli appartamenti sia dal cortile. Il palazzo è adibito ad abitazioni private (alcune delle quali conservano decorazioni d'epoca) e studi professionali in eccellenti condizioni conservative, ma in un contesto, quello del Largo Pignatelli, profondamente alterato nel corso degli anni 1950. Infatti anche il Palazzo Serracapriola, una volta alla sua destra, venne requisito dagli anglo-americani che ne causarono un incendio; anche in questo caso coloro che comprarono il palazzo semidiruto dalla famiglia Maresca preferirono la sostituzione edilizia al restauro.

## Descrizione
La facciata a quattro piani, presenta un basamento listato che ingloba il piano ammezzato e al cui centro si apre un austero portale in piperno delimitato da lesene scanalate; mentre in corrispondenza dei tre piani superiori essa è rivestita di mattoni. Ulteriori dettagli di pregio sono gli spessi timpani triangolari che sormontano le cornici delle finestre del piano nobile e soprattutto, sulla destra, la elegante loggia con due luci archivoltate al primo piano e tre luci architravate al secondo. L'aspetto complessivo del palazzo è ottocentesco, tuttavia le molteplici modifiche e aggiunte non hanno alterato l'impostazione seicentesca degli spazi interni. Infatti, oltrepassato il breve androne, si ha un primo cortile, più piccolo, separato dal secondo, più grande, da un porticato voltato a crociera, alla cui sinistra si raggiunge lo scalone di rappresentanza. In fondo al secondo cortile si trovava il giardino, come detto sopra, sostituito nella seconda metà del XIX secolo da una nuova ala, sulla cui parete esterna è ancora presente il grande stemma marmoreo dei Ruffo.